# Риндино (Цівільський район)
Ри́ндино (рос. Рындино, чув. Рынкă) — село у складі Цівільського району Чувашії, Росія. Адміністративний центр Риндинського сільського поселення.
Населення — 775 осіб (2010; 746 у 2002).
Національний склад:
- чуваші — 50 %
- росіяни — 50 %